# Dynasty Warriors (jeu vidéo, 2004)
Dynasty Warriors (真・三國無双, Shin Sangoku Musō) est un jeu vidéo de type hack 'n' slash développé par Omega Force et édité par Koei, sorti en 2004 sur PlayStation Portable.

## Accueil
- Edge : 5/10[1]
- Electronic Gaming Monthly : 5,83/10[2]
- Famitsu : 33/40[3]
- Game Informer : 6/10[4]
- GamePro : 3,5/5[5]
- Game Revolution : D+[6]
- GameSpot : 6,9/10[7]
- GameSpy : 3/5[8]
- GameZone : 6,8/10[9]
- IGN : 6/10[10]
- Jeuxvideo.com : 10/20[11]